# Condado de Jackson (Florida)
El condado de Jackson es un condado ubicado en el estado de Florida. En 2000, su población era de 46 755 habitantes. Su sede está en Marianna.

## Historia
El Condado de Jackson fue creado en 1822. Su nombre es el de Andrew Jackson, general durante la Guerra de 1812, primer gobernador territorial de Florida y séptimo Presidente de los Estados Unidos de América, entre 1829 y 1837. Los condados de Jackson y Duval fueron creados el mismo día, ambos cubrían una gran cantidad de territorio. El Condado de Jackson abarcaba desde el río Choctawhatchee al oeste hasta el río Suwannee al este.

## Demografía
Según el censo de 2000, el condado cuenta con 46 755 habitantes, 16 620 hogares y 11 600 familias residentes. La densidad de población es de 20 hab/km² (51 hab/mi²). Hay 19 490 unidades habitacionales con una densidad promedio de 8 u.a./km² (21 u.a./mi²). La composición racial de la población del condado es 70,18% Blanca, 26,56% Afroamericana o Negra, 0,67% Nativa americana, 0,36% Asiática, 0,03% De las islas del Pacífico, 0,81% de Otros orígenes y 1,40% de dos o más razas. El 2,91% de la población es de origen hispano o latino cualquiera sea su raza de origen.
De los 16 620 hogares, en el 30,90% de ellos viven menores de edad, 51,50% están formados por parejas casadas que viven juntas, 14,40% son llevados por una mujer sin esposo presente y 30,20% no son familias. El 27,00% de todos los hogares están formados por una sola persona y 12,80% de ellos incluyen a una persona de más de 65 años. El promedio de habitantes por hogar es de 2,44 y el tamaño promedio de las familias es de 2,95 personas.
El 22,30% de la población del condado tiene menos de 18 años, el 9,70% tiene entre 18 y 24 años, el 29,60% tiene entre 25 y 44 años, el 23,80% tiene entre 45 y 64 años y el 14,60% tiene más de 65 años de edad. La mediana de la edad es de 38 años. Por cada 100 mujeres hay 110,40 hombres y por cada 100 mujeres de más de 18 años hay 111,20 hombres.
La renta media de un hogar del condado es de $29 744, y la renta media de una familia es de $36 404. Los hombres ganan en promedio $27 138 contra $21 180 para las mujeres. La renta per cápita en el condado es de $13 905. 17,20% de la población y 12,80% de las familias tienen entradas por debajo del nivel de pobreza. De la población total bajo el nivel de pobreza, el 23,70% son menores de 18 y el 21,00% son mayores de 65 años.

## Ciudades y pueblos
- Pueblo de Alford
- Pueblo de Bascom
- Pueblo de Campbellton
- Ciudad de Cottondale
- Ciudad de Graceville
- Pueblo de Grand Ridge
- Pueblo de Greenwood
- Ciudad de Jacob City
- Pueblo de Malone
- Ciudad de Marianna
- Pueblo de Sneads

### Administración local
- Supervisión de elecciones del Condado de Jackson (en inglés)
- Registro de propiedad del Condado de Jackson (en inglés)
- Oficina del alguacil del Condado de Jackson (en inglés)
- Oficina de impuestos del Condado de Jackson (en inglés)

### Turismo
- Cámara de comercio del Condado de Jackson (en inglés)

- Datos: Q488537
- Multimedia: Jackson County, Florida / Q488537